# 涧西古民居
涧西古民居，位于中华人民共和国山西省大同市广灵县壶泉镇涧西村，已列为山西省文物保护单位。

## 保护
2021年8月4日，涧西古民居由山西省人民政府公布为第六批山西省文物保护单位，编号6-52-3-9。